# Kasaina
Kasaina is een geslacht van hooiwagens uit de familie Assamiidae.
De wetenschappelijke naam Kasaina is voor het eerst geldig gepubliceerd door Lawrence in 1957. 

## Soorten
Kasaina is monotypisch en omvat slechts de volgende soort:
- Kasaina scabra